# Eduard Vorganov
Eduard Vorganov durante a Bicicleta basca de 2008.
Edouard Alekseievitch Vorganov (em em russo:  Эдуард Алексеевич Ворганов ; em em inglês:  Eduard Vorganov), nascido em 7 de dezembro de 1982 em Voronej, é um ciclista russo, membro da equipa Minsk CC.

## Biografia
Vencedor em 2004 do Memorial Oleg Dyachenko e do Circuito de Ardenas, Eduard Vorganov passa a profissional em 2005 na equipa Omnibike Dynamo Moscou. Consegue os Cinco Anéis de Moscovo. Em 2007, apanha a formação espanhola Karpin Galicia. Participa na Volta a Espanha em 2007 e Volta a Espanha de 2008, bem como ao Giro d'Italia de 2009 e novamente na Volta a Espanha de 2009.
Começa a temporada de 2010 tomando o sétimo lugar do Tour Down Under. Termina 15.º do Amstel Gold Race, participa na sua primeira Tour de France e é 19.º ao Grande Prêmio Ciclista de Montreal. Em 2011, toma o segundo lugar do campeonato da Rússia em estrada, por trás de seu colega Pavel Brutt. Participa no Giro d'Italia 2011 e na Volta a Espanha de 2011. Em 2012, participa ao Tour Down Under onde toma o décimo lugar da quinta etapa e da classificação geral.
Em 14 de janeiro de 2016, padece um controle antidopagem fora de competição positiva ao meldonium, substância que figura na lista dos produtos proibidos do Agência Mundial Antidopagem desde o 1 de janeiro de 2016. É suspenso provisionalmente pela sua equipa, enquanto a análise da amostra B.. Está autorizado a retomar a competição em maio, beneficiando de uma amnistia, porque o meldonium tinha sido recentemente acrescentado à lista das substâncias proibidas no momento do controle positivo. Toma assim a saída do campeonato da Rússia em estrada ao mês de junho em individual. Toma o décimo lugar. À saída desta temporada, assina um contrato a favor da equipa continental biélorussa Minsk CC

## Palmarés e classificações mundiais

### Palmarés
- 2004
  - Circuito de Ardenas :
    - Classificação geral
      - 4. ª etapa

  - Memorial Oleg Dyachenko
- 2005

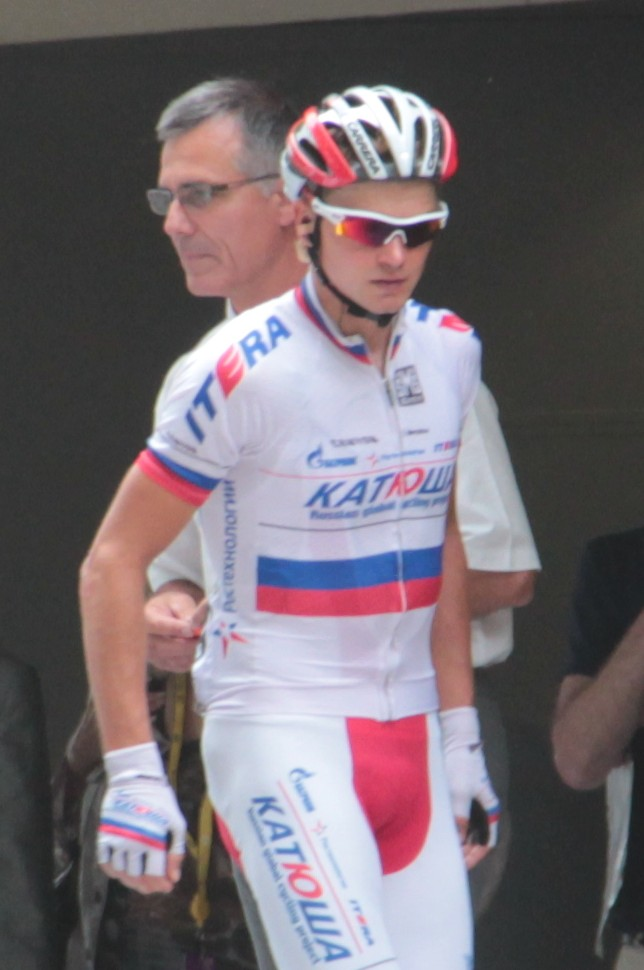
Vorganov com o maillot de campeão da Rússia no Tour de France de 2012

  - Classificação geral das Cinco Anéis de Moscovo
  - 3.º do Memorial Oleg Dyachenko
  - 3.º da Tour da Eslováquia
- 2006
  - 3.º da Mayor Cup
- 2007
  - Clássica de Almeria[5]
- 2010
  - 7.º do Tour Down Under
- 2011
  - 2.º do campeonato da Rússia em estrada
- 2012
  -  Campeão da Rússia em estrada
  - 10.º do Tour Down Under
- 2015
  - 1.ª etapa da Volta à Áustria.[n 1](contrarrelógio por equipas)
- 2017
  - 2.º da Tour de Mersin
  - 3.º da Tour de Ancara
- 2018
  - Volta de Mersin :
    - Classificação geral
      - 3. ª etapa

  - 2.º do Memorial Henryk Łasak

### Resultados nas grandes voltas

#### Tour de France
3 participações
- 2010 : 79.º
- 2012 : 19.º
- 2013 : 48.º

#### Giro d'Italia
3 participações
- 2009 : 19.º.[6][n 2]
- 2011 : 37.º
- 2014 : 55.º

#### Volta a Espanha
6 participações
- 2007 : 70.º
- 2008 : 60.º
- 2009 : 26.º
- 2011 : 43.º
- 2014 : 46.º
- 2015 : 39.º

### Classificações mundiais
| Ano                    | 2005   | 2006  | 2007  | 2008  | 2009  | 2010   | 2011 | 2012   | 2013 | 2014 | 2015 |
| Calendário mundial UCI |        |       |       |       |       | 112.º. |      |        |      |      |      |
| UCI World Tour         |        |       |       |       |       |        |      | 156.º. | nc   | nc   | nc   |
| UCI Asia Tour          | 103.º. | 97.º  |       |       |       |        |      |        |      |      |      |
| UCI Europe Tour        | 92.º.  | 118.º | 220.º | 488.º | 975.º |        |      |        |      |      |      |